# Kenichi Serada
Kenichi Serada (世良田 顕一 Serada Kenichi?), född 20 oktober 1973 i Fukuoka prefektur, är en japansk före detta fotbollsspelare.
Serada började sin karriär 1992 i Kashima Antlers. 1996 flyttade han till Cerezo Osaka. Han avslutade karriären 1997.